# Robert Thalheim

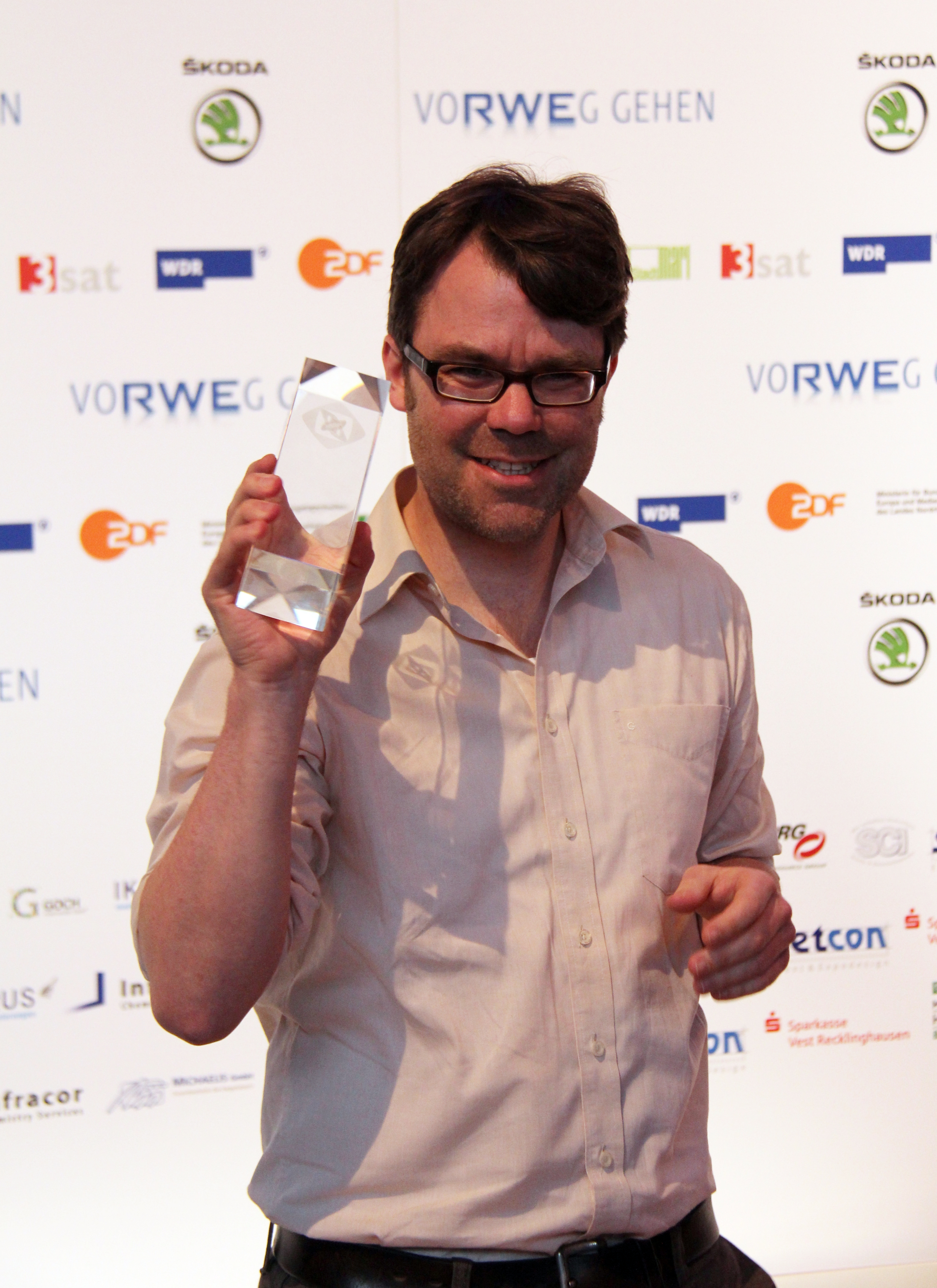
Grimme-Preisträger Robert Thalheim bei der Verleihung 2011

Robert Thalheim (* 2. Juli 1974 in Berlin) ist ein deutscher Theater- und Filmregisseur und Drehbuchautor.

## Leben
Robert Thalheim arbeitete 1997/1998 am Berliner Ensemble als Regieassistent. Von 1998 bis 2000 studierte er Neue Deutsche Literatur, Geschichte und Politik an der FU Berlin. In dieser Zeit gab er die ersten Exemplare des Kulturmagazins Plotki heraus. 2000 begann er ein Filmregiestudium an der Potsdamer Hochschule für Film und Fernsehen „Konrad Wolf“ in der Medienstadt Babelsberg. Sein Regielehrer war hier Rosa von Praunheim, der ihn bei ersten Filmarbeiten betreute.
2003 kehrte er ans Theater zurück und inszenierte sein eigenes Stück Wild Boys am Maxim-Gorki-Theater in Berlin. 2004 debütierte er mit seinem ersten Kinofilm Netto, für den er beim Festival des deutschen Films mit dem Filmkunstpreis ausgezeichnet wurde. 2006 inszenierte er in Auschwitz, wo er bereits in den 1990er Jahren in der Internationalen Jugendbegegnungsstätte gearbeitet hatte, seinen Diplomabschluss-Film Am Ende kommen Touristen. Der Spielfilm wurde in einer Nebenreihe bei den Filmfestspielen von Cannes 2007 gezeigt und kam Mitte August 2007 in die deutschen Kinos. Er wurde von dem Regisseur-Kollegen Hans-Christian Schmid und Britta Knöller produziert.
Mit Kolja Mensing schuf er Moschee DE, eine szenische Rekonstruktion des Baus der Khadija-Moschee in Berlin-Heinersdorf 2006. Das Werk wurde am 27. Februar 2010 am Schauspielhaus Hannover uraufgeführt.
2011 kam Thalheims Spielfilm Westwind ins Kino, der von der Begegnung junger DDR-Sportlerinnen und westdeutscher Touristen in Ungarn kurz vor dem Mauerfall handelt.
Zusammen mit den Regisseuren Tom Tykwer, Chris Kraus, Axel Ranisch und Julia von Heinz drehte Thalheim den Dokumentarfilm Rosakinder (2012) über die Beziehung zu ihrem gemeinsamen „Filmvater“ und Mentor Rosa von Praunheim: „Machen. Machen. Machen. Das war seine [Rosa von Praunheims] Medizin für mein bürgerliches Gezaudere. Dafür werde ich diesem Gesamtkunstwerk auf ewig dankbar sein.“
2017 wurde die Agentenkomödie Kundschafter des Friedens mit Henry Hübchen, Michael Gwisdek, Jürgen Prochnow, Winfried Glatzeder und Antje Traue veröffentlicht.
2019 kam sein mit Drehbuchautor Peer Klehmet inszenierter „TKKG“-Prequel, mit u. a. Tom Schilling, Milan Peschel, Lorenzo Germeno und Manuel Santos Gelke in den Hauptrollen, in die deutschen Kinos. Robert Thalheim tritt für diesen Film als Produzent und Co-Drehbuchautor in Erscheinung.

## Werke

### Filmografie
- 2005: Netto
- 2007: Am Ende kommen Touristen
- 2011: Westwind
- 2012: Rosakinder
- 2013: Eltern
- 2014: Polizeiruf 110 – Käfer und Prinzessin
- 2017: Kundschafter des Friedens
- 2017: Tatort: Goldbach
- 2019: TKKG
- 2021: The Billion Dollar Code
- 2023: Tatort: Nichts als die Wahrheit
- 2025: Kundschafter des Friedens 2

### Theaterstücke
- (gemeinsam mit Kolja Mensing): Moschee DE. Verbrecher Verlag, Berlin 2011. ISBN 978-3-940426-69-7. Uraufgeführt am Schauspielhaus Hannover am 27. Februar 2010.

## Auszeichnungen
- 2005: Drehbuch-Preis der Berlinale für den Spielfilm Netto
- 2005: Filmkunstpreis für Netto
- 2005: Nominierung und Förderpreis des Max-Ophüls-Filmfestivals für Netto
- 2006: Preis der deutschen Filmkritik, „Bestes Spielfilmdebüt“ für Netto
- 2008: Deutscher Kritikerpreis
- 2010: Kulturpreis der Evangelisch-lutherischen Landeskirche Hannovers
- 2011: Eberhard-Fechner-Förderstipendium der VG Bild-Kunst für Am Ende kommen Touristen